# Jamkhandi, Jevargi
Jamkhandi là một làng thuộc tehsil Jevargi, huyện Gulbarga, bang Karnataka, Ấn Độ.